# Фарс в Средневековье
Фарс (от фр. farce, дословно — «фарш») — самый популярный жанр средневековой драмы, небольшие комические пьесы бытового содержания, близкие по тематике к фаблио. Как правило, написан восьмисложным стихом, которых, согласно канону, от 300 до 600 (исключение — фарс «Адвокат Пьер Патлен», насчитывающий 1599 стихов).
Самый ранний из известных фарсов — «Мальчик и Слепой», созданный во второй половине XIII века (между 1266 и 1282 годами)

## Термин
Слово фарс возникло около 1400 года как обозначение комической интермедии между двумя частями «Мистерии о святом Фиакре». Широкое распространение фарсы получили после 1450 года.

## Особенности жанра
Это жанр типично городской литературы. Именно городская жизнь с её своеобразной спецификой наполнила его сюжетами, темами, образами и создала благоприятные условия для расцвета фарса.
Фарс писался для широких кругов горожан, отражал их интересы и вкусы (представители других сословий, в первую очередь дворяне и крестьяне, изображаются в фарсе не очень часто). Фарс оперирует готовыми типами — масками. Таковы плут-монах, шарлатан-врач, глупый муж, сварливая и неверная жена и т. д. В фарсе обличается корыстолюбие богатых горожан, высмеиваются индульгенции, разоблачается разврат монахов, клеймятся феодальные войны и т. д. Наибольшую известность получили французские фарсы XV века («Лохань», «Адвокат Пьер Патлен» и другие).

## Влияние
Жанр фарса оказал большое влияние на развитие западноевропейского театра, особенно на комедии Мольера и итальянские комедии дель арте и др.